# Кам'янка (лісовий заказник)
Ка́м'янка — лісовий заказник загальнодержавного значення в Україні. Розташований у межах Хустського району Закарпатської області, на північ від села Синевир. 
Площа 328 га. Створений у 1974 році. Керівна організація: ДП «Міжгірське ЛГ». 
Охороняється лісовий масив — унікальний осередок сосни гірської з домішкою вільхи зеленої. Масив зростає на стрімких, кам'янистих схилах хребта Кам'янка, який розташований у Привододільних Ґорґанах (Українські Карпати). 
Заказник має велике ґрунтозахисне значення і є буферною зоною верхньої межі смерекових лісів.
Заказник «Кам'янка» входить до складу Національного природного парку «Синевир».

## Галерея

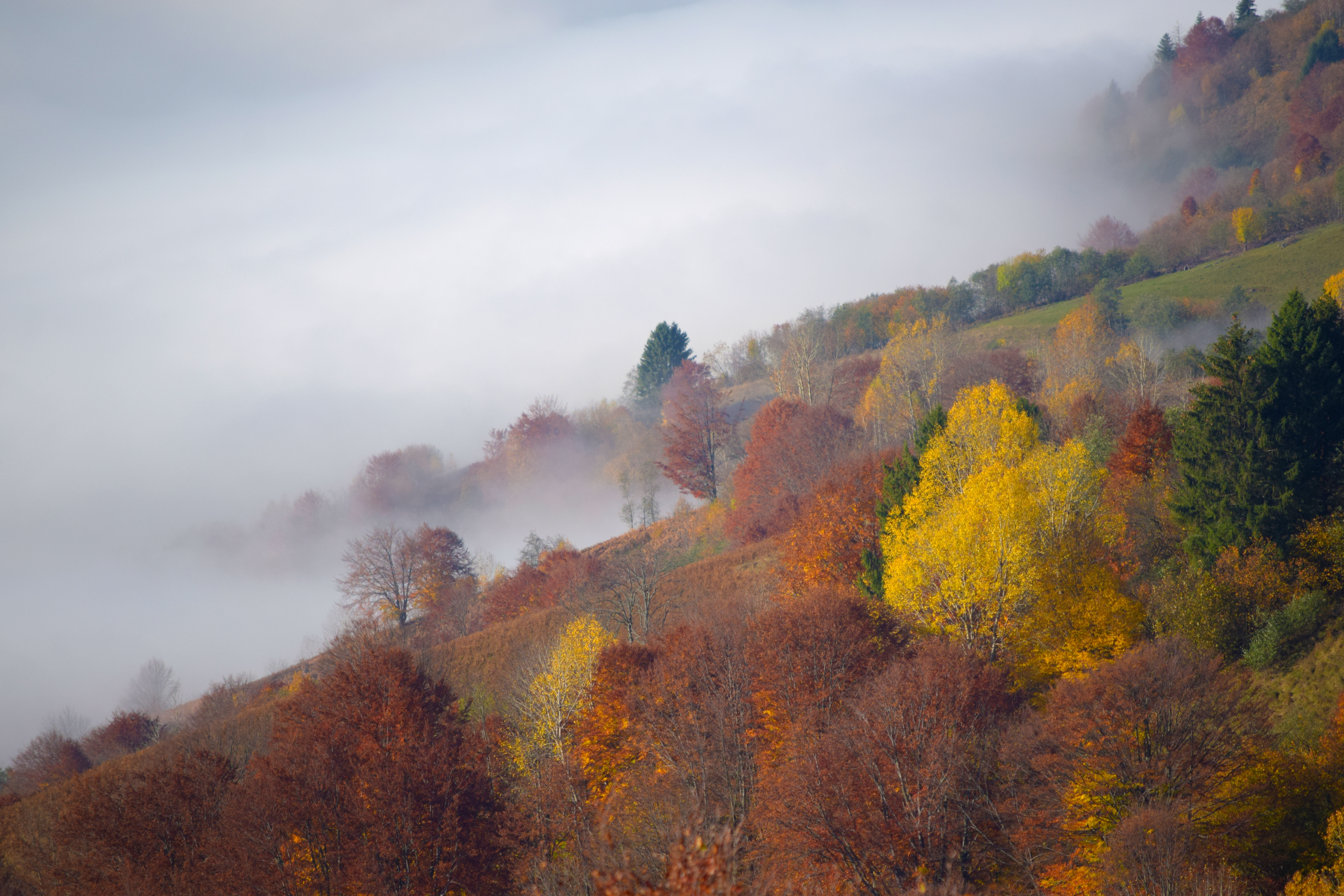
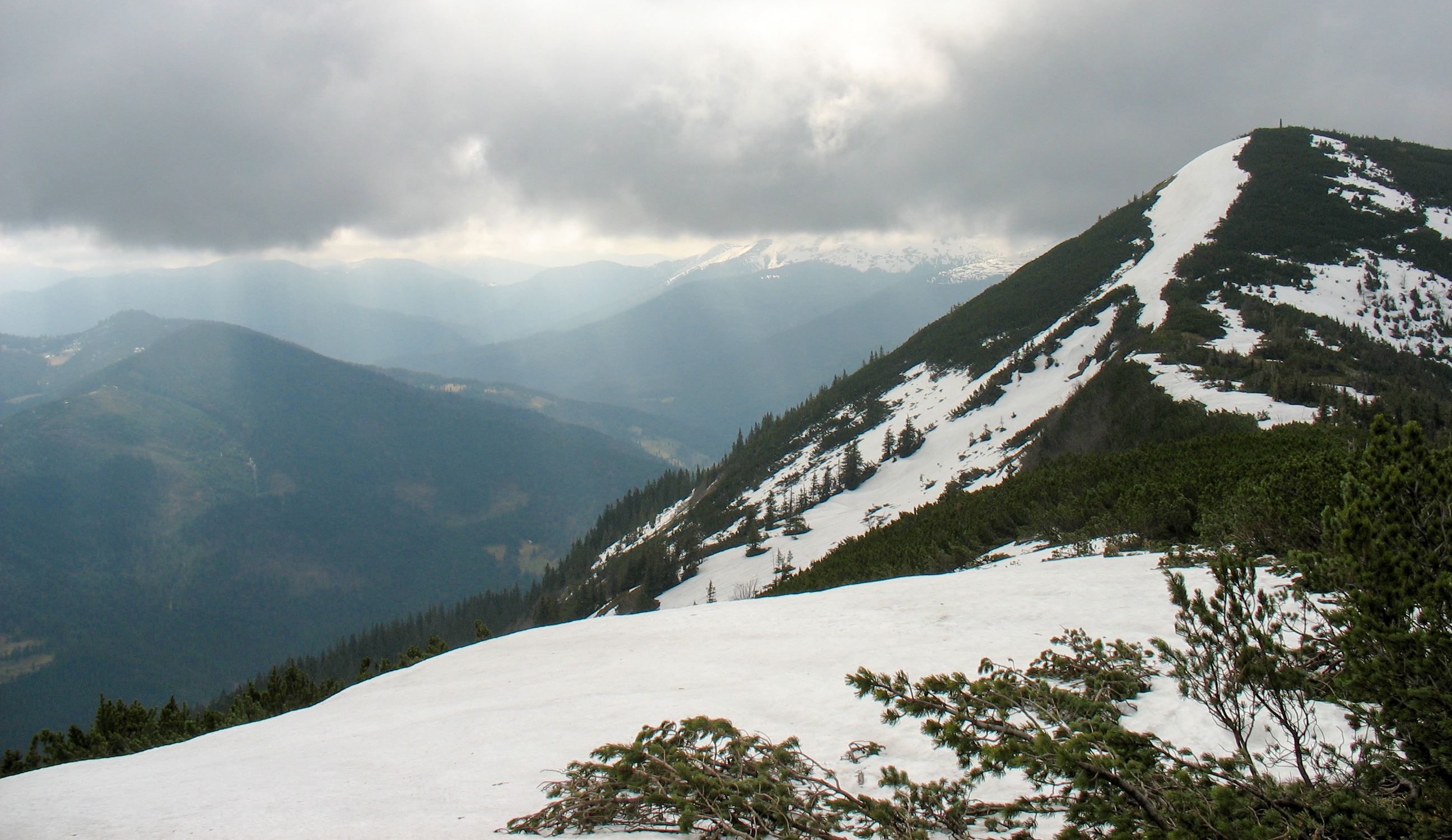
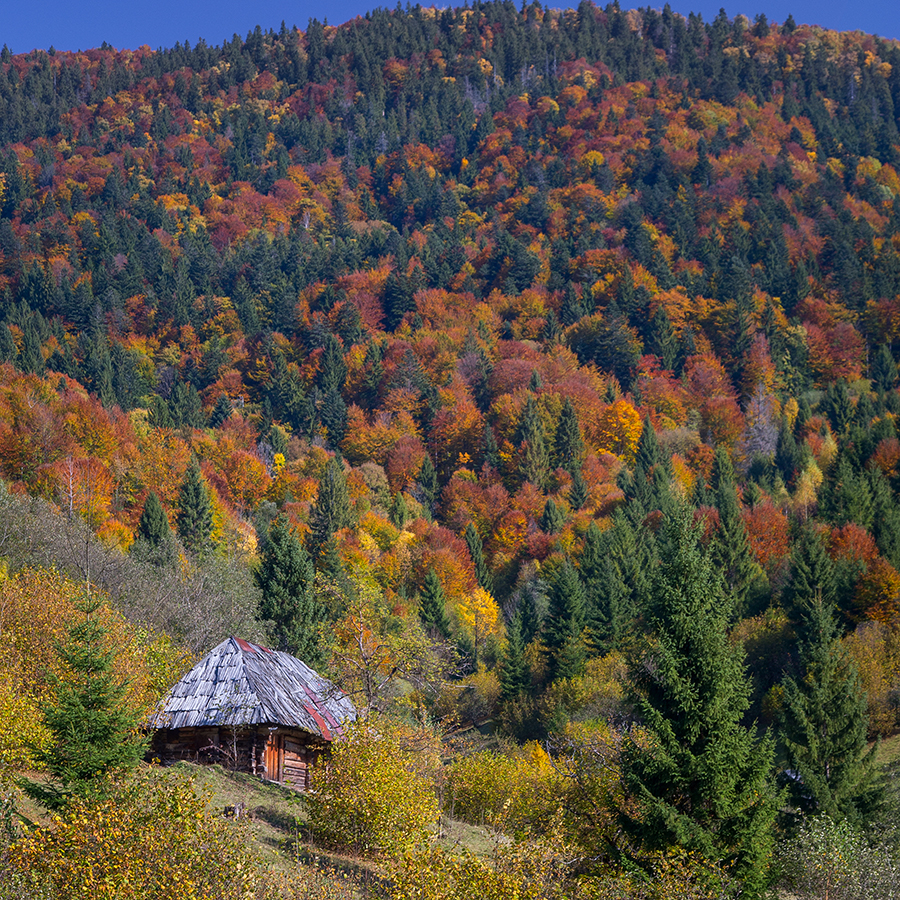
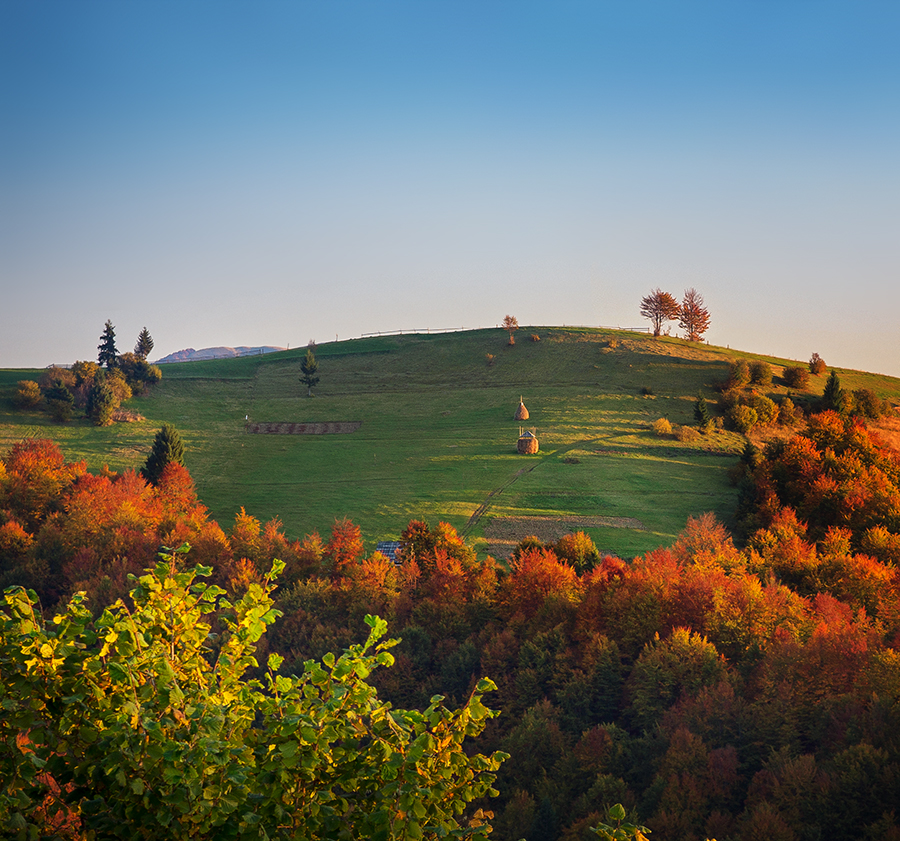
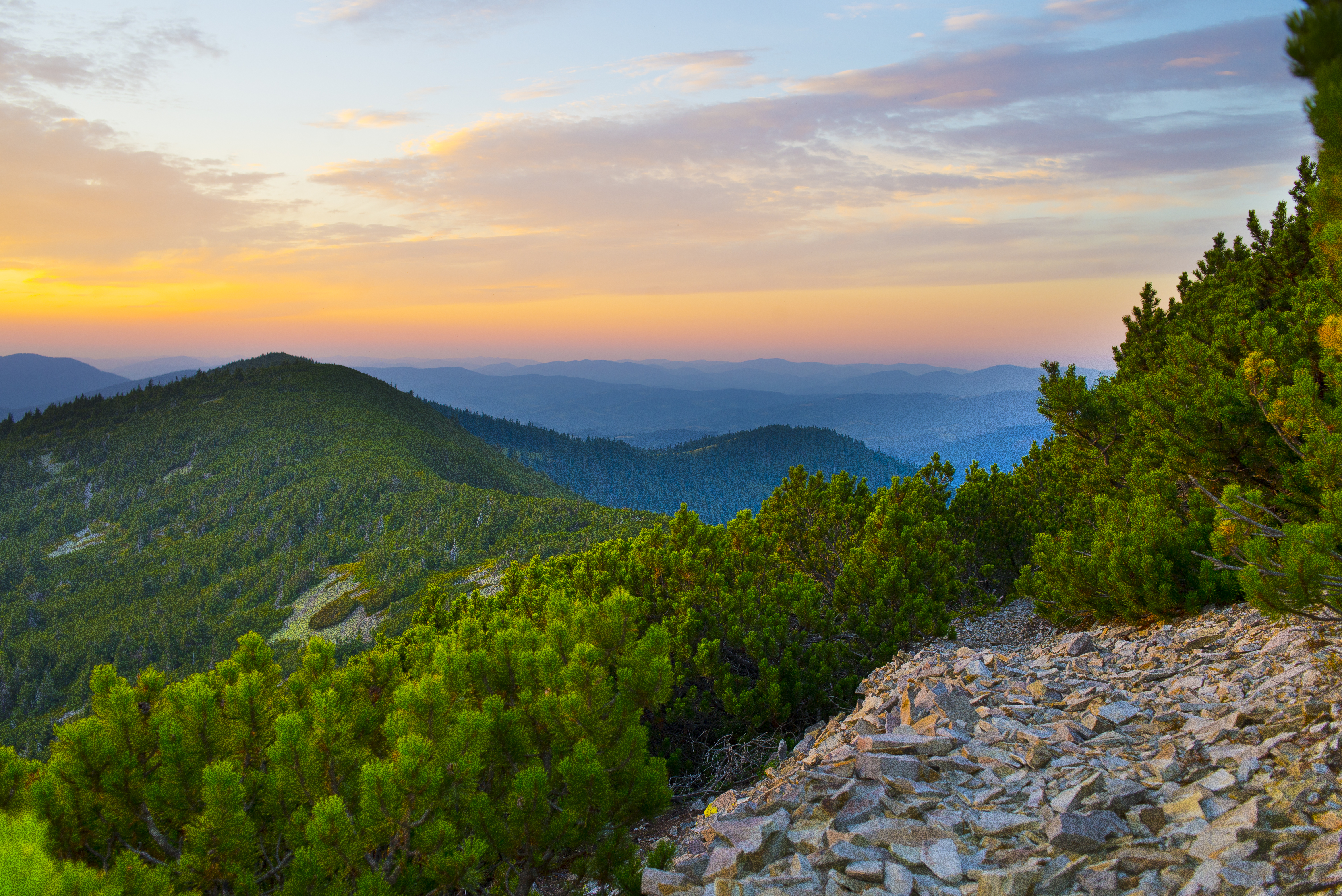
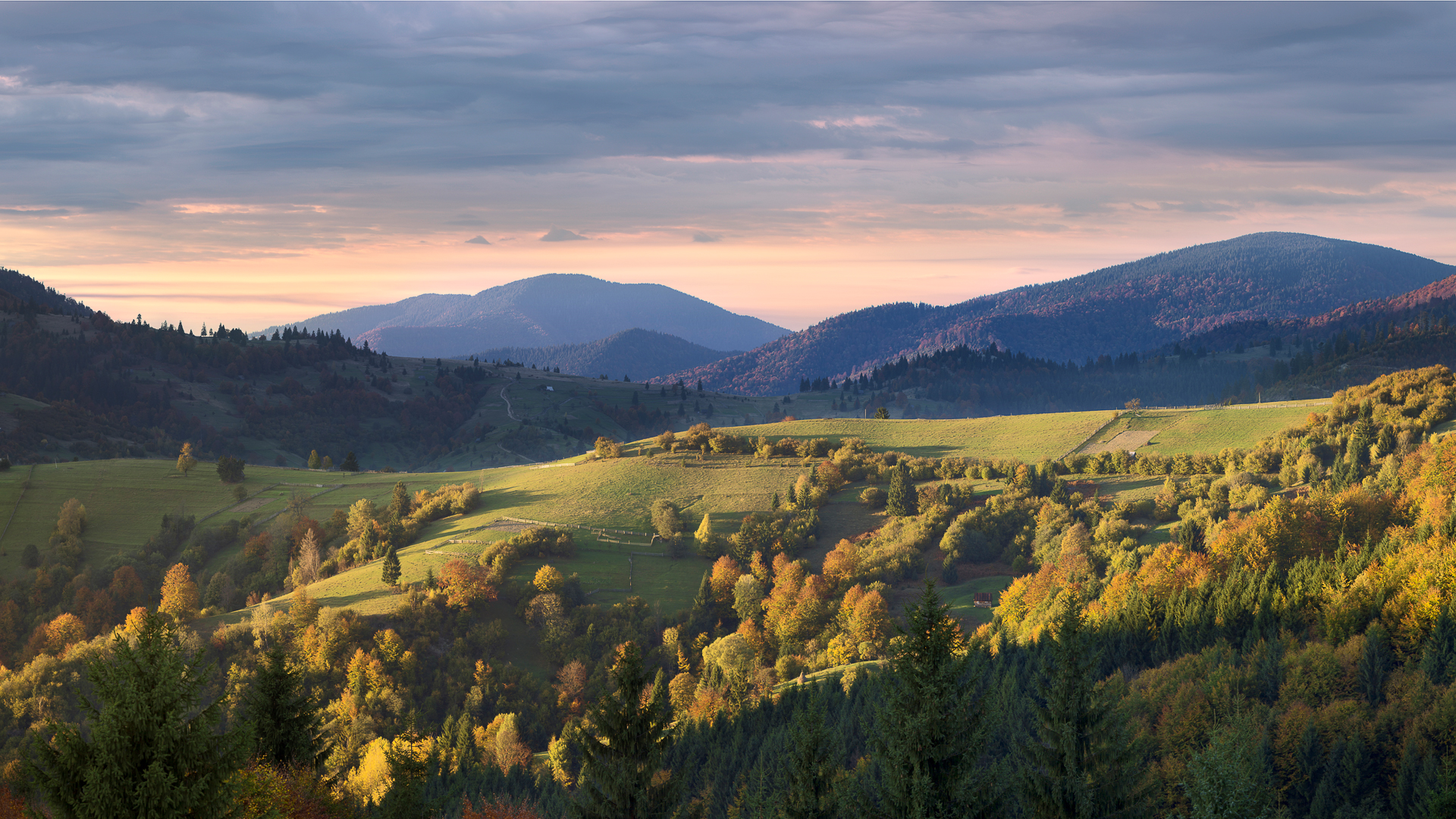
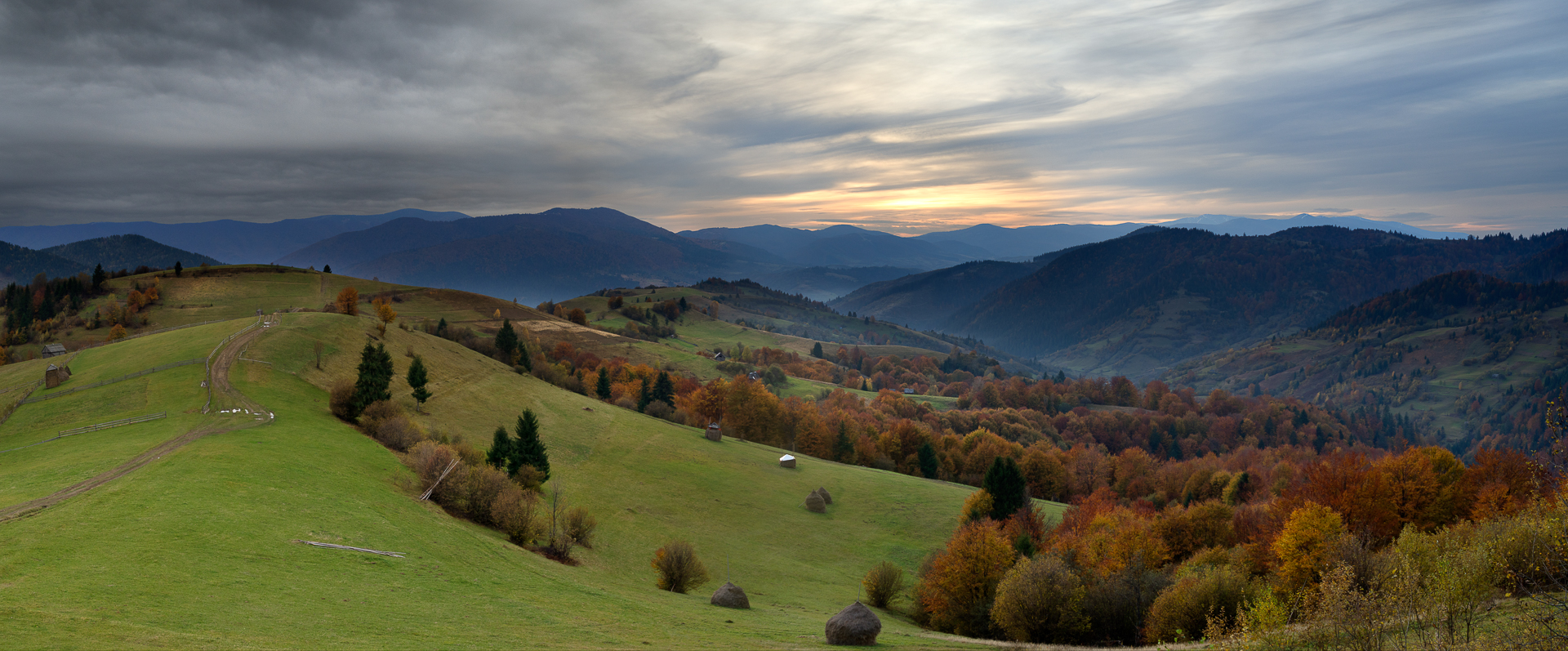
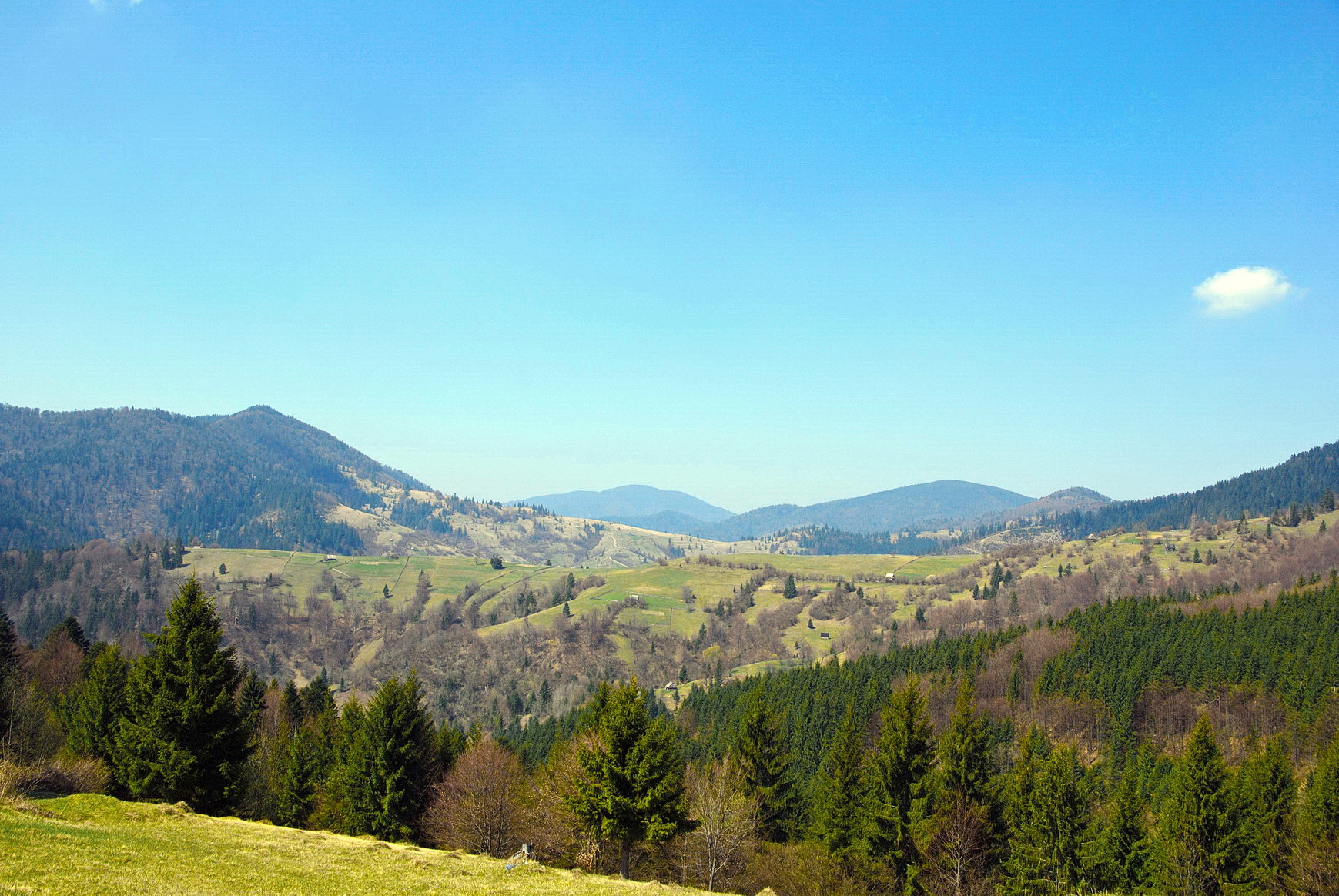